# Торжество Вакха (опера)
«Торжество Вакха» — лирическая опера-балет в 1 действии, 2 картинах. Композитор Александр Даргомыжский, либретто оперы написано на текст одноименного стихотворения А. С. Пушкина о встрече бога вина и плодородия Вакха. У оперы «Торжество Вакха» античный сюжет, она совмещает в себе черты оперы, балета и кантаты. Длительность произведения около 40 минут.

## История
Существуют сведения о том, что на литературном вечере у поэта И. И. Козлова, на который были приглашены Н. В. Гоголь, В. А. Жуковский, П. А. Плетнев и А. С. Пушкин, последний сказал, что хотел бы увидеть лирическую оперу, в которой бы было соединено хореографическое, балетное и декоративное искусство и предложил в качестве основы своё стихотворение «Торжество Вакха».
Опера Даргомыжского была написана в 1848 году и появилась из кантаты, которая исполнялась ранее в 1846 году в Большом театре в Петербурге. Об этом писал в литературной газете «Северная пчела» Р. М. Зотов. В своей автобиографии Даргомыжский упоминал, что ещё в начале 1840-х годов делал наброски небольшой, но хорошо продуманной оперы «Торжество Вакха». Он не хотел заканчивать её раньше, чем будет поставлена его первая опера «Эсмеральда».

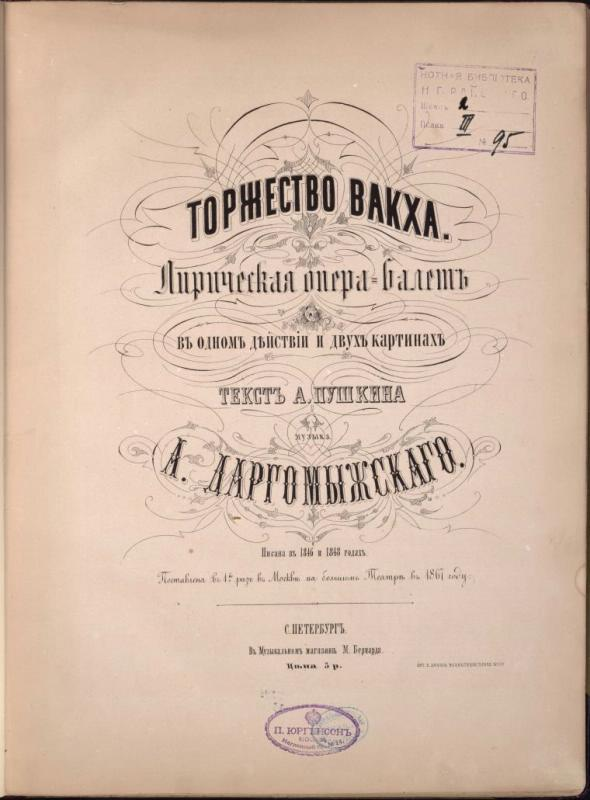
Ноты. Даргомыжский, Александр Сергеевич. Торжество Вакха.

Согласно одним источникам, в 1848 году, после успеха оперы «Эсмеральда», А. Даргомыжский представил театральной дирекции оперу «Торжество Вакха», но получил не одобрение, а отказ, и ему даже не сообщили его причину. Согласно другим источникам, опера в цензурный комитет была представлена в 1852 году. Постановка спектакля не была разрешена цензурой, было отмечено, что «сюжет соблазнительный и близкий к безнравственности» и что «эффект танцев зависит от исполнения, за которое отвечает не цензура», подразумевая танец вакханок. Спустя много лет в 1866 году, Даргомыжский добился того, чтобы над постановкой оперы в Большом театре начали работать. Вначале постановкой занимался С. Соколов, но затем передал эту работу артисту Ф. Манохину. Во время работы над оперой возникли разногласия — постановщик требовал от певцов-солистов и хора выполнять общие с балетом мизансцены, чтобы создать единое художественное впечатление.
11 января 1867 года состоялась премьера постановки оперы-балета на сцене Большого театра в бенефис режиссера Н. Савицкого. Балетмейстер Федор Манохин, дирижер Иван Шрамек, режиссер Николай Савицкий, художники Павел Исаков, Федор Шеньян. Во время премьеры опера-балет «Торжество Вакха» демонстрировалась совместно с комической оперой Ж. Оффенбаха «Болтуны» и IV действием оперы А. Серова «Рогнеда», что немного перетянуло внимание зрителей на другие произведения. Партии в опере исполняли Меньшикова и Сетов, которые были любимы московской публикой, но большим успехом постановка не пользовалась и через какое-то время перестала демонстрироваться на сцене Большого театра. Н. Д. Кашкин писал, что оперу-балет нужно признать неудавшимся произведением, несмотря на некоторые талантливые детали. В газете «Голос» в статье под названием «Московская жизнь» отмечалось, что представление не получилось ни как опера, ни как балет, и с первого же представления кануло в Лету.
Стихотворение А. С. Пушкина «Торжество Вакха», по которому была написана опера, не включало в себя элементы драматизма, но композитор ввёл их в своё произведение в небольшом количестве. Стихотворение Пушкина носило более повествовательный характер, в котором нет столкновения образов и сюжетного развития. А. А. Даргомыжский в своём либретто выделил сольные партии для нескольких действующих лиц. В первой редакции их было трое, во второй — четверо.
В опере «Торжество Вакха» много грациозной и непринуждённой музыки.
Отрывок из оперы исполнялся 17 апреля 1867 году на русском «историческом» концерте, который проходил в Санкт-Петербурге под управлением А. Г. Рубинштейна. Арию для сопрано из оперы Даргомыжского исполнила певица Платонова. Композитор А. Н. Серов писал, что конечно нельзя по отрывку судить о всей опере, но стихи Пушкина нашли отражение в грациозных, милых и привлекательных звуках. Он отмечал, что в опере Даргомыжского есть много хорошего. Реалистическая и народническая тенденция 1860-х годов, помешала зрителям по достоинству оценить оперу-балет «Торжество Вакха».
«Торжество Вакха» это первая камерная опера Даргомыжского. М. М. Иванов отмечал, что содержание этой оперы больше подходит для балетной программы, потому что в нем мало действия. Некоторые исследователи отмечают то, что произведение не удовлетворяет требованиям оперы-балета, поскольку в нём нет сюжета. Большое значение на восприятие оперы современниками оказало то, что опера была поставлена через много лет после её написания, в 1840-х годах античные образы на сцене были уместны, а в 1860-х годах это не выглядело актуальным.

## Действующие лица
- Первая гречанка — А. Меньшикова
- Вторая гречанка — воспитанница Е. Щепина
- Первый грек — И. Сетов
- Второй грек — С. Демидов[14].

## Либретто
Картина первая. На пути к храму Вакха раскинулся великолепный сад. Много людей, среди которых невольники и невольницы, стоят в ожидании торжества. Хор стоит по двум сторонам сцены. Вдали видно шествие Вакха. Идут вакханки с тирсами в руках, жрецы с тимпанами. На голове у Вакха виноградный венец, а в руках жезл с виноградом. Колесница едет при помощи двух тигров, за ней идут фавны и сатиры. В перерывах между действиями раздается пение на стихи А. С. Пушкина и танцы. Сатиры и фавны танцуют с чашами, некоторые из них преследуют нимф. После этого следует марш, который состоит из танцев.
Картина вторая. Появляются музы — девять девушек, которые одеты в фантастические костюмы. Восемь из них становятся полукругом и играют на кларнетах, а девятая изображает капельмейстера. Затем следует танец вакханок.